# دیکلب (تگزاس)
دیکلب، تگزاس(به انگلیسی: DeKalb, Texas) شهری در ایالت تگزاس از ایالات جنوبی ایالات متحده آمریکا است. در سرشماری سال ۲۰۰۰، جمعیت این شهر ۱۷۶۹ نفر اعلام شد.